# Dialetto figun
     + Figun (Alpes-Maritimes)
     + Figun (Var)
     Roiasco
     Tendasco (Roiasco)
     Brigasco (Roiasco)
     Monegasco
     Ligure coloniale (Bonifacio)

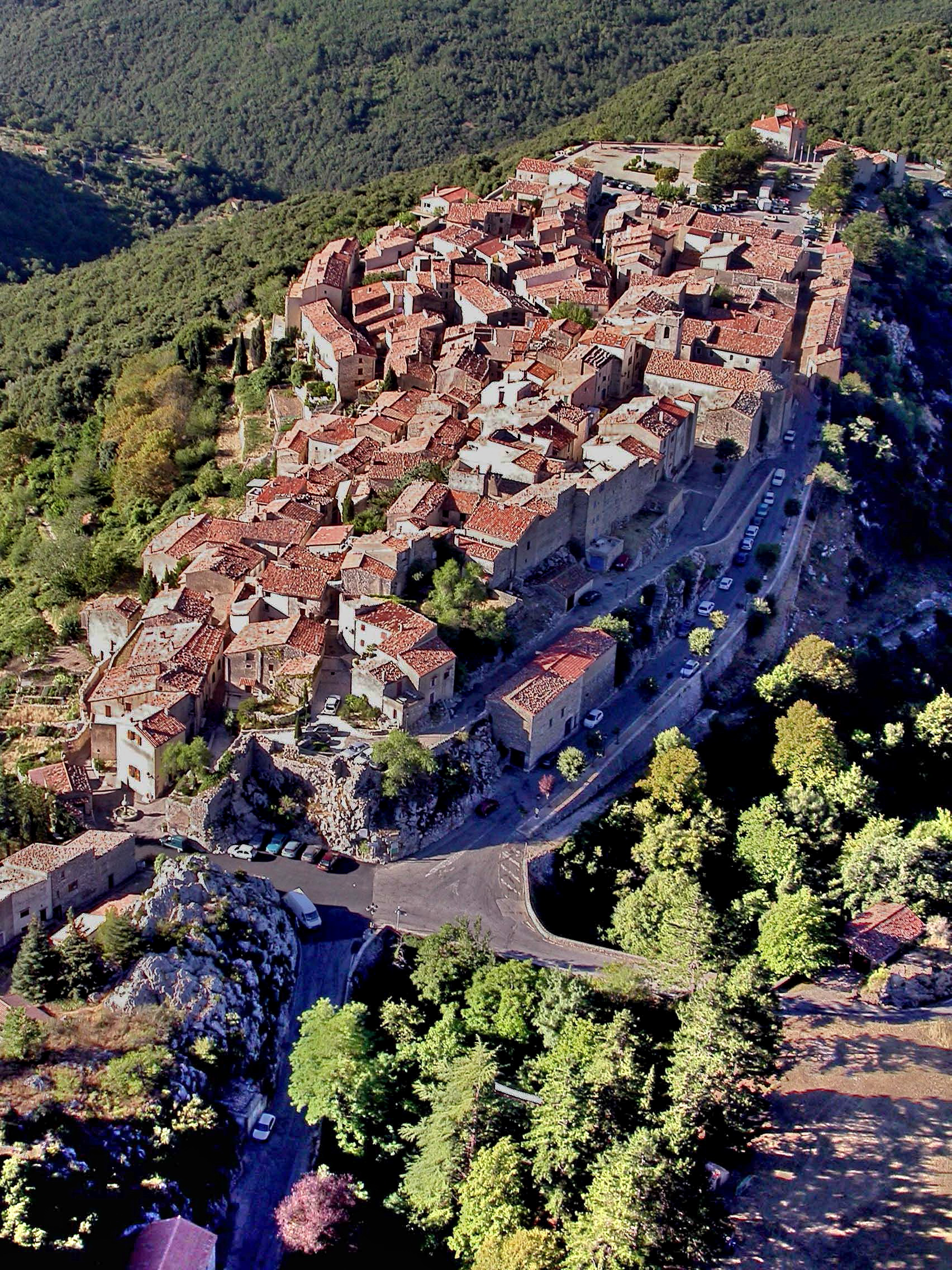
La cittadina medioevale di Mons, dove fino al primo Novecento si parlava il Figun

Parlate liguri in Francia e a Monaco
+ Figun (Alpes-Maritimes)
+ Figun (Var)
Roiasco
Tendasco (Roiasco)
Brigasco (Roiasco)
Monegasco
Ligure coloniale (Bonifacio)

Il dialetto figun (dallo stesso termine in lingua ligure, in grafia genovese figon) fu un dialetto ligure parlato in Provenza (specialmente nell'entroterra di Cannes e dintorni di Grasse) dal 1470 agli anni venti del Novecento.

## Storia
Dopo le scorrerie saracene del medioevo gran parte delle zone nei pressi della costa della Provenza erano disabitate, così dopo che i saraceni furono vinti da Guglielmo I di Provenza alcune zone rimasero prive di abitanti.
Tra il 1470 e il 1562 i feudatari locali ripopolarono la zona di Cannes e di Grasse con abitanti provenienti dalle diocesi di Albenga e dalla diocesi di Ventimiglia nella Riviera di Ponente, parte della Repubblica di Genova.
I coloni si stabilirono a Biot, Vallauris, Escragnolles e Mons nei pressi di Cannes e di Grasse. Il dialetto si estinse a Mons negli anni venti del Novecento.

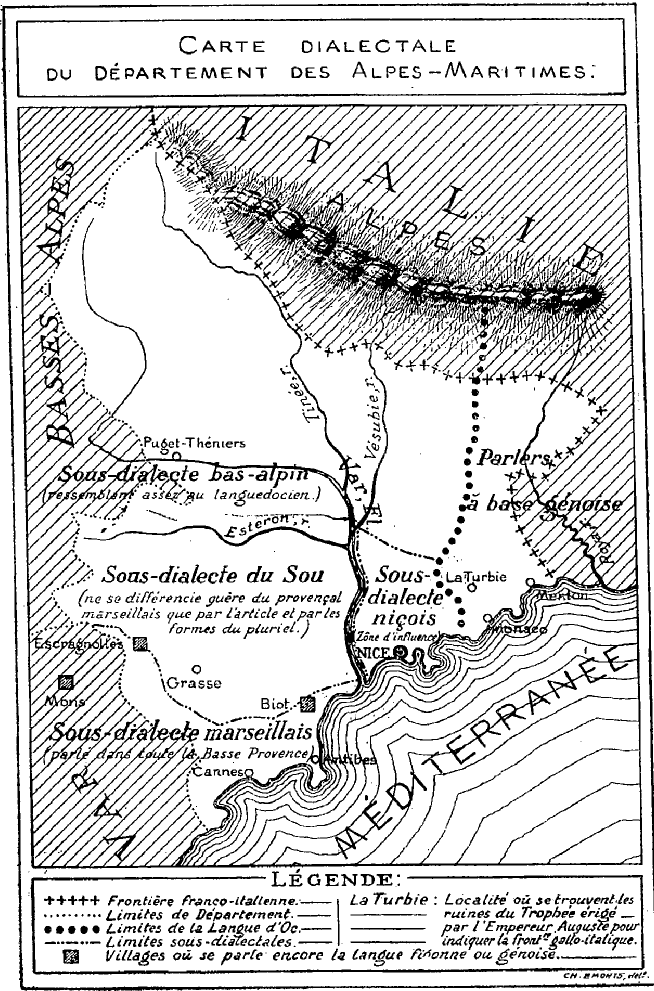
Dialetti nel dipartimento delle Alpi Marittime in una carta di Loís Funèu del 1897.

## Origine del nome
Secondo Frédéric Mistral, scrittore e poeta in lingua occitana, il nome proviene dal paese di Figonia, frazione di Ventimiglia.
I primi emigrati (20 famiglie) da Figonia si stabilirono a Mons nel 1461, e successivamente si espansero – grazie ad una prolifica crescita demografica – ad Escragnolles nel 1562.

## Letteratura
L'unico esempio di letteratura figun è il racconto E doue bessoune (Le due gemelle) di Rebuffel Pons, pubblicato nel 1889, tuttora l'unica copia esistente del racconto è conservata presso la Biblioteca nazionale di Francia a Parigi.